# Mary Morstan
Pour les articles homonymes, voir Mary Watson et Watson.
Mary Morstan est un personnage de fiction créé par Arthur Conan Doyle apparaissant pour la première fois en 1890 dans le roman Le Signe des quatre faisant intervenir Sherlock Holmes. Elle se mariera dès la fin de cette aventure avec le docteur Watson, fidèle camarade du détective. Dans La Maison vide on apprend que Watson est veuf, mais on ne sait pas vraiment ce qui est arrivé à sa femme.
Dans ce roman, Mary Morstan est décrite comme étant une femme blonde aux yeux bleus, plutôt petite, et de nature « sensible et raffinée ». Watson, à la fin du second chapitre, calcule que Mary Morstan doit avoir 27 ans lorsque cette dernière vient au 221B Baker Street pour faire appel aux services du détective.

## Incarnation au cinéma
Mary Morstan a été incarnée au cinéma par les actrices suivantes :
- 1923 : jouée par Isobel Elsom dans Le Signe des quatre.
- 1932 : jouée par Isla Bevan dans The Sign of the Four, avec Arthur Wontner incarnant Sherlock Holmes.
- 1968 : jouée par Ann Bell dans l'épisode intitulé Le Signe des Quatre de la série Sherlock Holmes, où ce dernier est incarné par Peter Cushing.
- 1974 : jouée par Gila Von Weitershausen dans le film allemand Das Zeichen der Vier.
- 1983 : jouée par Cherie Lunghi dans The Sign of Four, avec Holmes incarné par Ian Richardson.
- 1987 : jouée par Jenny Seagrove dans the sign of four dans la série britannique mettant Jeremy Brett en scène dans le rôle du célèbre détective.
- 1983 : jouée par Yekaterina Zinchenko dans le téléfilm soviétique Les Trésors d'Agra
- 2001 : jouée par Sophie Lorain dans The Sign of Four, avec Matt Frewer incarnant Sherlock Holmes et Kenneth Welsh incarnant le docteur Watson. Dans ce film, Mary Morstan se fiance à Thadeus Shalto et non à Watson.
- 2009 : jouée par Kelly Reilly dans Sherlock Holmes de Guy Ritchie, ainsi que dans sa suite Sherlock Holmes : Jeu d'ombres également par Ritchie en 2011, avec Holmes incarné par Robert Downey Jr. et Watson par Jude Law. Dans le premier film, Watson présente Mary Morstan à Holmes comme étant déjà sa fiancée. Ils se marient au début du deuxième film, Mary devenant ainsi Mary Watson, la femme du docteur.
- 2014 : jouée par Amanda Abbington dans Sherlock, apparu la première fois dans l'épisode Le Cercueil vide. Elle est la fiancée puis l'épouse de Watson.